# آندروشیفکا ۱۳۳۲۹۳
سیارک ۱۳۳۲۹۳ (به انگلیسی: 133293 Andrushivka، نامگذاری:2003SA33) صد و سی و سه هزار و دویست و نود و سومین سیارک کشف شده‌است که در ۱۸ سپتامبر ۲۰۰۳ کشف شد.